# Langues chimakuanes
Les langues chimakuanes sont une petite famille de langues amérindiennes, parlées aux États-Unis, dans la Presqu'île d'Olympic, dans l'État de Washington

## Classification des langues chimakuanes
- Quileute
- Chimakum